# Ehōmaki
 (février 2010).
Si vous disposez d'ouvrages ou d'articles de référence ou si vous connaissez des sites web de qualité traitant du thème abordé ici, merci de compléter l'article en donnant les références utiles à sa vérifiabilité et en les liant à la section « Notes et références ».
Un ehōmaki (恵方巻き) est un mets de la cuisine japonaise qui consiste en un maki (littéralement « rouleau ») de riz enveloppé dans une feuille de nori, composé :
- de copeaux de calebasse appelés kanpyō (かんぴょう?) ;
- de concombre (キュウリ?) ;
- de champignons shiitake (シイタケ?) ;
- d'œufs au dashi (だし巻き卵, dashimaki tamago?) ;
- d'anguilles d'eau douce (うなぎ, unagi?) ;
- et de viande séchée salée effilochée (田麩, denbu?).

La tradition veut que l'on mange un ehōmaki en un seul morceau lors de Setsubun, le 3 février, dans la direction ehō (恵方) afin d'être heureux le reste de l'année. Ehō est la direction annuelle d'eto (干支), qui représente les douze signes du zodiaque chinois. Si le dernier chiffre de l’année est 1, 3, 6, ou 8, il faut se tourner vers le sud-sud-est, 2 ou 7 vers le nord-nord-est, 4 ou 9 vers l'est-nord-est, et 5 ou 0 vers l'ouest-sud-ouest.
Au Japon, cette coutume débute à l'ère Heian (794-1185). En 1872, le Japon adopte le calendrier solaire et décrète que la coutume ehō était une superstition[réf. nécessaire]. Il semblerait cependant que la coutume de l’ehōmaki commence sous l'ère Edo au Kansai.